# Nikołaj Głobaczew
Nikołaj Iwanowicz Głobaczew, ros. Николай Иванович Глобачев (ur. 16 marca?/28 marca 1869 w Jekaterynosławiu, zm. 20 kwietnia 1947 w łagrze w Mordowii) – rosyjski wojskowy (generał), działacz emigracyjny.

## Życiorys
W 1887 ukończył korpus kadetów w Połocku, w 1889 Pawłowską Szkołę Wojskową, zaś w 1895 Nikołajewską Akademię Sztabu Generalnego, awansując do stopnia sztabskapitana. Służył w lejbgwardii Keksholmskiego Pułku Grenadierów, a następnie w sztabie Warszawskiego Okręgu Wojskowego. W latach 1898–1899 dowodził kompanią lejbgwardii Rezerwowego Pułku Piechoty. W 1900 r. awansował na podpułkownika. Od 1903 r. dowodził batalionem 49 Brzeskiego Pułku Piechoty. W latach 1904–1905 brał udział w wojnie rosyjsko-japońskiej jako szef sztabu 54 Rezerwowej Brygady Piechoty. Otrzymał stopień pułkownika. Objął dowództwo 6 Jenisejskiego Batalionu Rezerwowego. Od 1905 r. służył w 145 Nowoczerkaskim Pułku Piechoty. W 1910 r. został dowódcą 6 Libawskiego Pułku Piechoty. 
Brał udział w I wojnie światowej. Pod koniec 1914 r. awansował na generała majora. Od 1915 r. pełnił funkcję szefa sztabu twierdzy Nowo-Gieorgijewsk. Po jej kapitulacji w tym samym roku, dostał się do niewoli niemieckiej. Od 1918 r. organizował wysyłkę ochotników do nowo formowanych wojsk Białych na południu Rosji. W 1920 r. stał na czele przedstawicielstwa dyplomatycznego gen. Piotra N. Wrangla w Polsce. Następnie zamieszkał w Berlinie. W 1921 r. współzałożył dom opieki dla rosyjskich inwalidów wojennych na terenie rosyjskiego cmentarza w Berlinie-Tegel. Od 1928 r. przewodniczył Związkowi Rosyjskich Wojskowych – Kalek. W 1935 r. stanął na czele niemieckiego oddziału Rosyjskiego Związku Ogólnowojskowego (ROWS). W 1936 stanął na czele Cerkiewnego Bractwa Św. Kniazia Włodzimierza. Po zdobyciu Berlina na początku maja 1945 przez Armię Czerwoną, pozostał w mieście. 13 czerwca tego roku został aresztowany przez NKWD. Po procesie skazano go w październiku tego roku na karę 10 lat łagrów. Osadzono go w temnikowskim obozie w Mordowii.